# Еловка (приток Камчатки)
Еловка (Матёрая, Матера) — река на полуострове Камчатка. Протекает по территории Усть-Камчатского района Камчатского края России.
Берёт начало на севере Срединного хребта на склоне вулкана Шишель от ледника Левый Еловский, принимает в себя несколько крупных притоков — Киревну, Кунхилок, Шишей. Длина реки — 244 км. Площадь водосборного бассейна — 8240 км². Впадает в реку Камчатка слева на в районе пос. Ключи. В верховьях протекает среди горных высот, а в среднем и нижнем течении по заболоченной местности.

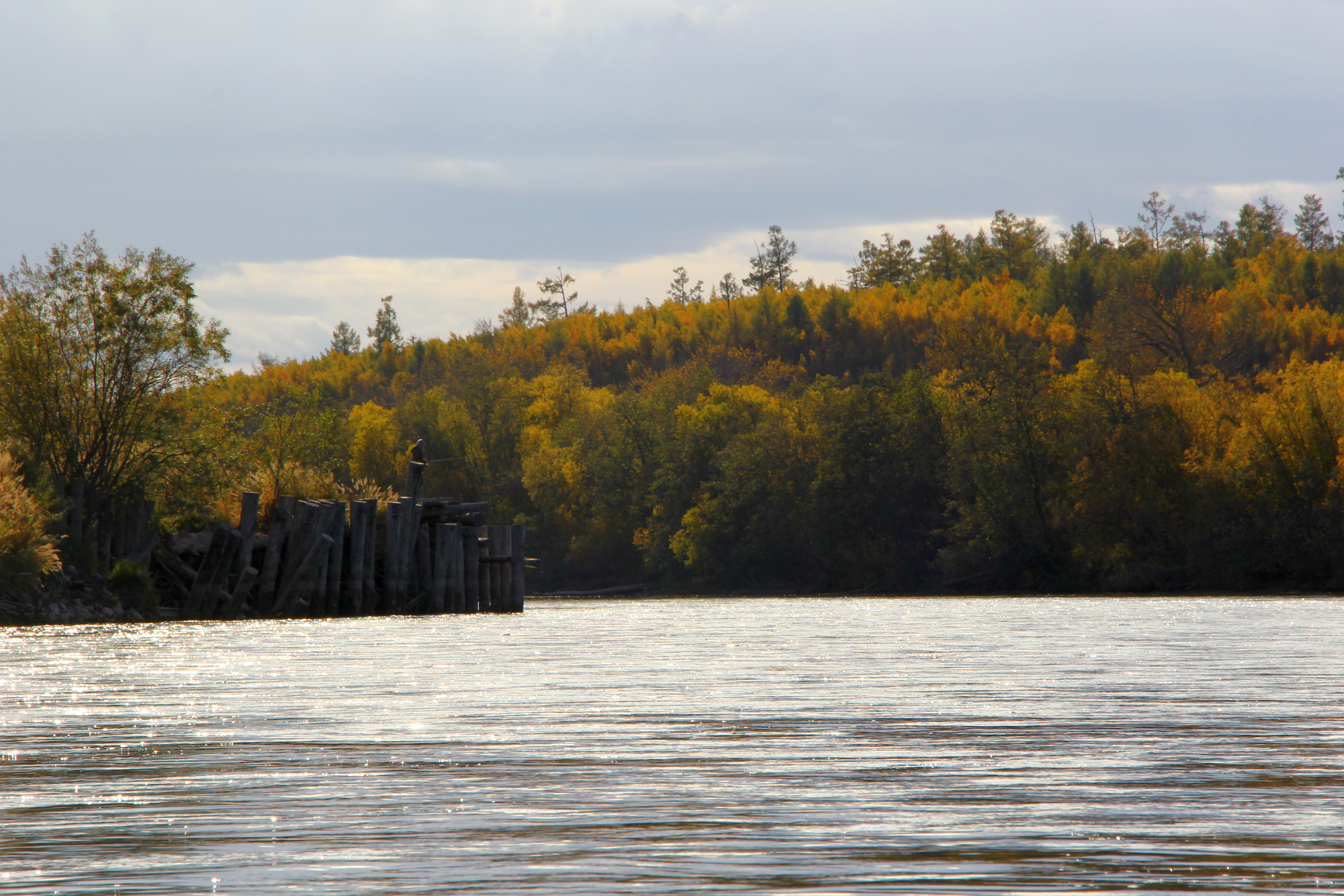
Остатки моста на реке Еловка

Названа сибирскими казаками-первопроходцами как Матёрая. Корякское название Коочь, что является трансформацией чукот. куул — «глубокая река». Происхождение современного гидронима не установлено.
По данным государственного водного реестра России относится к Анадыро-Колымскому бассейновому округу. Код водного объекта 19070000112120000016261
Притоки:
- правые: Киненин (приток Еловки), Кунхилок, Левая, Шишей, Клакес, Старичок, Киревна.
- левые: Тундровая (приток Еловки), Мостовая (приток Еловки), Косыгинская, Кисынок, Укамкина (ручей), Карина.